# (23882) Fredcourant
(23882) Fredcourant est un astéroïde de la ceinture principale découvert le 22 septembre 1998 par le OCA-DLR Asteroid Survey. Il est nommé en l'honneur de Frédéric Courant, animateur de l'émission de télévision française C'est pas sorcier.